# Sankha
Sankha (en népalais : साँख) est un comité de développement villageois du Népal situé dans le district de Rukum. Au recensement de 2011, il comptait 5 228 habitants.